# Gerd Schulz
Gerd Schulz (* 5. Juni 1947 in Drewin, Neustrelitz) ist ein deutscher ehemaliger Funktionär der FDJ und Politiker der SED in der DDR sowie ehemaliger Politiker der PDS.

## Leben
Der Sohn eines Arbeiters absolvierte die Erweiterte Oberschule und schloss diese mit dem Abitur sowie der Facharbeiterausbildung zum Industriekaufmann ab. Nachdem er 1964 Mitglied der FDJ wurde, engagierte er sich in dieser und wurde 1965 erstmals mit der Artur-Becker-Medaille ausgezeichnet, der höchsten Ehrung der FDJ. 1966 begann er ein Studium der Ingenieurwissenschaften an der Technischen Hochschule für Chemie (THC) Merseburg und schloss dieses 1971 als Diplom-Ingenieur ab. Während seines Studiums war er zwischen 1968 und 1971 stellvertretender Sekretär der FDJ-Grundorganisation der THC Merseburg, wurde 1969 Mitglied der SED und 1971 abermals mit der Artur-Becker-Medaille ausgezeichnet.
Nachdem er von 1971 bis 1972 die Parteischule des Bezirks Halle absolvierte war er zunächst Sekretär der FDJ-Grundorganisation der THC Merseburg, ehe er zwischen 1974 und 1978 Erster Sekretär der FDJ-Kreisleitung des VEB Buna-Werke war und 1975 erneut mit der Artur-Becker-Medaille geehrt wurde. Im Anschluss war er erst stellvertretender Leiter und dann von 1979 bis 1980 Leiter der Abteilung Arbeiterjugend im Zentralrat der FDJ. Während seiner Tätigkeit als Sekretär des Zentralrates der FDJ von 1980 bis 1985 wurde ihm 1982 der Kampforden „Für Verdienste um Volk und Vaterland“ sowie 1983 der Vaterländische Verdienstorden verliehen.
1985 wurde Schulz als Nachfolger von Wolfgang Herger Leiter der Abteilung Jugend des ZK der SED. In dieser Funktion, die er bis zum 28. Februar 1990 innehatte, wurde er 1986 auch Mitglied des ZK der SED und gehörte diesem bis 1989 an. Daneben war er 1986 bis März 1990 als Vertreter der FDJ Mitglied der Volkskammer in der neunten Wahlperiode und zugleich während dieser Zeit Vorsitzender des Jugendausschusses.
Im Dezember 1989 gehörte Schulz dem Arbeitsausschuss zur Vorbereitung des außerordentlichen Parteitages der SED an.
Schulz, der 1990 eine berufliche Tätigkeit als Angestellter aufnahm, war von Dezember 1989 bis März 1991 stellvertretender Vorsitzender der Schiedskommission der PDS.
Schulz ist Hotelbesitzer in Loddin und Vorsitzender des Freundeskreises Walter Womacka. In seinem Hotel werden 24 Originalbilder von Womacka ausgestellt.